# قمر عمرايا
قمر عمرايا (8 سبتمبر 1965 -)، ممثلة ومذيعة سورية.

## عن حياتها
تدربت وعملت في التلفزيون السوري كمذيعة لبرامج الأطفال وعملت فترة قدمت العديد من البرامج وتميزت بأطلالتها، ثم انتقلت للعمل في تلفزيون دبي وعادت إلى سوريا بعد خمس سنوات للعمل كممثلة في المسلسلات السورية، وقد شاركت في مسلسلي أنشودة المطر ونزار قباني وكلاهما من إخراج باسل الخطيب.

## أعمال شاركت فيها
- مسلسل دائرة النار 1988
- مسلسل حمام القيشاني الجزء الخامس 2003
- مسلسل نزار قباني 2005
- مسلسل أنشودة المطر 2003
- مسلسل عائد إلى حيفا 2004
- مسلسل شام شريف 2000
- مسلسل الغدر 2005
- مسلسل رسائل الحب والحرب 2006
- مسرحية سيلينيا 2008
- مسلسل الهشيم 2006
- مسلسل أسير الانتقام 2007
- مسلسل الاجتياح 2007
- مسلسل الظاهر بيبرس 2005
- مسلسل شركاء يتقاسمون الخراب 2008
- مسلسل طريق النحل 2009
- مسلسل زوج الست 2005

## روابط خارجية
- قمر عمرايا على موقع قاعدة بيانات الأفلام العربية